# Дурмиши, Арман
Арман Дурмиши (алб. Arman Durmiši; 25 июня 2008, Копер) — словенский и албанский футболист, нападающий клуба «Ювентус».

## Клубная карьера
Арман начал свою футбольную карьеру в академии словенского клуба «Копер» в 2017 году. В сезоне 2023/24 он стал лучшим бомбардиром словенской лиги до 17 лет, забив 28 голов. Летом 2024 года Дурмиши был переведен в основную команду «Копера» и подписал с клубом профессиональный контракт. Он дебютировал за первую команду 28 июля 2024 года в матче чемпионата Словении против столичной «Олимпии». 3 сентября 2024 года Арман перешел в молодежную академию итальянского «Ювентуса», подписав контракт до 2027 года.

## Карьера в сборной
Имея албанские и македонские корни, Дурмиши ранее выступал за юношеские сборные Словении до 15, 16 и 17 лет. В октябре 2024 года он принял решение представлять Албанию на международном уровне и был вызван в сборную Албании до 17 лет.